# Saldubella albipluma
Saldubella albipluma är en tvåvingeart som beskrevs av James 1977. Saldubella albipluma ingår i släktet Saldubella och familjen vapenflugor. Inga underarter finns listade i Catalogue of Life.